# Исландия на зимних Олимпийских играх 1952
Исландия принимала участие в Зимних Олимпийских играх 1952 года в Осло (Норвегия), но не завоевала ни одной медали.

## Горнолыжный спорт
Мужчины
| Спортсмен                                        | Вид               | Заезд 1        | Заезд 1 | Заезд 2   | Заезд 2   | Итого     | Итого     |
| Спортсмен                                        | Вид               | Время          | Место   | Время     | Место     | Время     | Место     |
| ------------------------------------------------ | ----------------- | -------------- | ------- | --------- | --------- | --------- | --------- |
| Йоун Карл Сигурдссон (англ. Jón Karl Sigurðsson) | Скоростной спуск  |                |         |           |           | 3:10,1    | 54        |
| Аусгейр Эйоульфссон                              | Скоростной спуск  |                |         |           |           | 3:08,3    | 52        |
| Стефан Кристьянссон (англ. Stefán Kristjánsson)  | Скоростной спуск  |                |         |           |           | 3:06,1    | 50        |
| Хаукур Сигурдссон (англ. Haukur Sigurðsson)      | Скоростной спуск  |                |         |           |           | 3:06,0    | 49        |
| Стефан Кристьянссон (англ. Stefán Kristjánsson)  | Гигантский слалом |                |         |           |           | 3:12,5    | 68        |
| Аусгейр Эйоульфссон                              | Гигантский слалом |                |         |           |           | 3:06,4    | 63        |
| Йоун Карл Сигурдссон (англ. Jón Karl Sigurðsson) | Гигантский слалом |                |         |           |           | 3:01,5    | 57        |
| Хаукур Сигурдссон (англ. Haukur Sigurðsson)      | Гигантский слалом |                |         |           |           | 2:57,0    | 51        |
| Хаукур Сигурдссон (англ. Haukur Sigurðsson)      | Слалом            | не финишировал | –       | Не прошёл | Не прошёл | Не прошёл | Не прошёл |
| Стефан Кристьянссон (англ. Stefán Kristjánsson)  | Слалом            | 1:10,2         | 46      | Не прошёл | Не прошёл | Не прошёл | Не прошёл |
| Йоун Карл Сигурдссон (англ. Jón Karl Sigurðsson) | Слалом            | 1:09,3         | 40      | Не прошёл | Не прошёл | Не прошёл | Не прошёл |
| Аусгейр Эйоульфссон                              | Слалом            | 1:06,4         | 30 Q    | 1:09,7    | 27        | 2:16,1    | 27        |

## Лыжные гонки
Мужчины
| Вид   | Спортсмен                                          | Заезд   | Заезд |
| Вид   | Спортсмен                                          | Время   | Место |
| ----- | -------------------------------------------------- | ------- | ----- |
| 18 км | Оддур Петурссон (англ. Oddur Pétursson)            | 1'13:35 | 55    |
| 18 км | Йоун Кристьянссон (англ. Jón Kristjánsson)         | 1'12:05 | 45    |
| 18 км | Эбенезер Тораринссон (англ. Ebenezer Thorarinsson) | 1'11:10 | 40    |
| 18 км | Гуннар Петурссон (англ. Gunnar Pétursson)          | 1'10:30 | 32    |
| 50 км | Маттиас Кристьянссон (англ. Matthías Kristjánsson) | 4'48:47 | 33    |
| 50 км | Йоун Кристьянссон (англ. Jón Kristjánsson)         | 4'41:32 | 30    |
| 50 км | Ивар Стефанссон (англ. Ivar Stefánsson)            | 4'39:50 | 29    |

Мужчины эстафета 4 × 10 км
| Спортсмены | Заезд   | Заезд |
| Спортсмены | Время   | Место |
| --- | ------- | ----- |
| Гуннар Петурссон (англ. Gunnar Pétursson) Эбенезер Тораринссон (англ. Ebenezer Thorarinsson) Йоун Кристьянссон (англ. Jón Kristjánsson) Ивар Стефанссон (англ. Ivar Stefánsson) | 2'40:09 | 11    |

## Прыжки с трамплина
| Спортсмен                               | Вид                 | Прыжок 1   | Прыжок 1 | Прыжок 1 | Прыжок 2   | Прыжок 2 | Прыжок 2 | Итого | Итого |
| Спортсмен                               | Вид                 | Расстояние | Очки     | Место    | Расстояние | Очки     | Место    | Очки  | Место |
| --------------------------------------- | ------------------- | ---------- | -------- | -------- | ---------- | -------- | -------- | ----- | ----- |
| Ари Гудмундссон (англ. Ari Guðmundsson) | Нормальный трамплин | 60,0       | 89,0     | 38       | 59,0       | 94,0     | 27       | 183,0 | 35    |